# Juri Naumowitsch Lipski
Juri Naumowitsch Lipski (russisch Юрий Наумович Липский; * 22. Novemberjul. / 5. Dezember 1909greg. in Dubrowno, Gouvernement Mogiljow, Russisches Kaiserreich; † 24. November 1978 in Moskau, Sowjetunion) war ein sowjetischer Astronom.

## Leben
Nach dem Schulabschluss 1925 arbeitete Lipski in einem Waggonreparaturwerk als Elektriker. 1932 wurde er zu einem Arbeiteraspiranturkurs abkommandiert, so dass er 1933 das Studium an der physikalischen Fakultät der Universität Moskau (MGU) begann. Nach dem Abschluss 1938 folgte die Aspirantur bei Wassili Fessenkow am dortigen Lehrstuhl für Astrophysik. Nach dem Abschluss der Aspirantur 1941 wurde er zum Leiter des Astronomischen Observatoriums Kutschino des Sternberg-Instituts für Astronomie (GAISch) in  Schelesnodoroschny ernannt.
Im Deutsch-Sowjetischen Krieg diente Lipski ab 1942 in der Roten Armee, wurde viermal verwundet und wurde 1945 als Gardemajor demobilisiert.
Nach dem Krieg arbeitete Lipski wieder im GAISch und stieg vom Assistenten bis zum Leiter des Laboratoriums für Photometrie und Spektroskopie auf. 1948 wurde er nach Verteidigung seiner Dissertation über Polarisationsuntersuchungen zur Bestimmung der Masse der Atmosphäre des Mondes zum Doktor der physikalisch-mathematischen Wissenschaften promoviert. 1964 gründete er im GAISch die Abteilung für Physik des Mondes und der Planeten und leitete sie dann.
Lipskis Arbeitsschwerpunkt waren die astrophysikalischen Untersuchungen der Sonne und der Planeten. Er entwickelte neue Methoden auch unter Benutzung der Raumfahrttechnik. Gemäß dem Programm des Internationalen Geophysikalischen Jahres 1958 untersuchte er spektroskopisch das Licht der Mondoberfläche und der Sonnenkorona und analysierte die vielfältigen Polarisationseffekte. Die verstärkte Beleuchtung der Spitzen auf der Mondvorderseite deutete er als Effekt der Mondatmosphäre, der als Lipskiy-Effekt bekannt wurde. Mit einem elektronischen Polarimeter stellte er die elliptische Polarisation des Lichts von Teilen der Mondoberfläche sowie der Wolkenschichten von Jupiter und Saturn fest. Er leitete die Auswertung der ersten Fotografien der Mondrückseite. 1960 entwickelte er eine neuartige Methodik der Dekodierung von Fotoaufnahmen und wendete sie auf die 1959 erhaltenen Erdaufnahmen der Mondsonde Lunik 3 an. Die Ergebnisse gingen in den Atlas der Mondrückseite (1960) ein. Mit den weiteren Auswertungen der Aufnahmen der Sonde-3, -6, -7, -8 (1965–1970) wurden unter Lipskis Leitung 1967–1977 der zweite und der dritte Teil des Atlas der Rückseite des Mondes, die erste Gesamtkarte des Mondes und ein Mondglobus erstellt. Es folgten morphometrische Untersuchungen des Mondes, des Merkurs und des Mars, mit deren Ergebnissen Kraterkataloge und Kraterverteilungskarten erstellt wurden.
Ein Mondkrater trägt Lipskis Namen.

## Ehrungen
- Rotbannerorden (23. Mai 1943)[3]
- Orden des Roten Sterns (14. Oktober 1943)[3]
- Orden des Vaterländischen Krieges II. Klasse (20. August 1944, 30. Mai 1945)[3]